# Crusaders Football Club
El Crusaders Football Club és un club de futbol nord-irlandès de la ciutat de Belfast.

## Història
El Crusaders Football and Athletic Club va ser fundat l'any 1898. Els seus primers anys de vida participà en les lligues Dunville Alliance, Ormeau Junior Alliance, Alexandra Alliance, Woodvale Alliance i Irish Football Alliance fins que fou escollit per la Intermediate League el 1921. Aquest mateix any s'establí a l'estadi Seaview. L'exclusió del Belfast Celtic el 1949 va permetre el Crusaders ser escollit per a la lliga nord irlandesa.

## Palmarès
- Lliga nord irlandesa de futbol: 4
  - 1972/73, 1975/76, 1994/95, 1996/97
- Copa nord irlandesa de futbol: 5
  - 1966/67, 1967/68, 2008/09, 2018/19, 2021/22
- Lliga nord irlandesa-First Division: 1
  - 2005/06
- Copa de la Lliga nord irlandesa de futbol: 1
  - 1996/97
- Gold Cup: 2
  - 1985/86, 1995/1996
- Ulster Cup: 3
  - 1953/54, 1963/64, 1993/94
- County Antrim Shield: 5
  - 1959/60, 1964/65, 1968/69, 1973/74, 1991/92
- Carlsberg Cup: 1
  - 1973/74
- Steel & Sons Cup: 8
  - 1922/23, 1926/27, 1928/29, 1930/31, 1933/34, 1936/37, 1947/48, 2005/06
- Stena Line Trophy Winners: 1
  - 1996/97
- Irish Intermediate League: 9
  - 1922/23, 1925/26, 1926/27, 1928/29, 1930/31, 1932/33, 1937/38, 1938/39, 1948/49
- Intermediate Cup: 3
  - 1926/27, 1937/38, 1938/39
- Intermediate League Cup: 1
  - 2005/06
- McElroy Cup: 3
  - 1929/30, 1931/32, 1947/48
- Irish Football Alliance: 3
  - 1915/16, 1916/17, 1917/18
- Clement Lyttle Trophy: 3
  - 1915/16, 1917/18, 1924/25
- Empire Cup: 1
  - 1905/06
- Polland Cup: 1
  - 1903/04

## Jugadors destacats
- Stephen Baxter
- Liam Beckett
- Sid Burrows
- Alan Dornan
- Glenn Dunlop
- Jackie Fullerton
- Jimmy Gardiner
- Barry Hunter
- Glenn Hunter
- Paul Kirk
- Gareth McAuley
- Walter McFarland
- Curry Mulholland
- Derek Spence
- Jackie Vernon
- Roy Walker